# Łosośniki (województwo kujawsko-pomorskie)
Łosośniki – wieś w Polsce położona w województwie kujawsko-pomorskim, w powiecie mogileńskim, w gminie Mogilno.
W latach 1975–1998 miejscowość administracyjnie należała do województwa bydgoskiego.

## Historia
Wieś z korzeniami w wieku XIII, w roku 1233 Władysław książę polski zamienia swe wsie Łosośniki oraz Szydłów na Pałędzie – włość klasztoru kanoników regularnych w Trzemesznie.
Wieś duchowna, własność opata kanoników regularnych w Trzemesznie pod koniec XVI wieku leżała w powiecie gnieźnieńskim województwa kaliskiego.
Znana także jako Łosośnik.

## Demografia
Według Narodowego Spisu Powszechnego (III 2011 r.) liczyła 69 mieszkańców. Jest 45. co do wielkości miejscowością gminy Mogilno.